# Hồng cầu lưới
Hồng cầu lưới là giai đoạn đầu của hồng cầu trưởng thành, chiếm tỷ lệ bình thường khoảng 1% số hồng cầu trong máu ngoại vi. Hồng cầu lưới là giai đoạn biệt hóa và trưởng thành cuối cùng của hồng cầu trong tủy xương trước khi vào dòng máu tuần hoàn.
Tên gọi hồng cầu lưới là do khi được nhuộm (bằng một số phương pháp nhất định) và quan sát dưới kính hiển vi, người ta thấy một cấu trúc dạng lưới trong bào tương của loại tế bào này. Trong quá trình trưởng thành của hồng cầu, nhân và các bào quan dần dần được loại bỏ. Trong giai đoạn hồng cầu lưới, tế bào không còn nhân nhưng những mảnh còn sót lại của nhân và các bào quan, kể cả RNA, đã tạo ra hình ảnh "lưới" nói trên.
Khi nhuộm bằng phương pháp Romanowsky, hồng cầu lưới trông hơi xanh hơn các hồng cầu trưởng thành. Kích thước hồng cầu lưới cũng hơi lớn hơn, làm tăng chỉ số MCV (thể tích hồng cầu trung bình - tiếng Anh: mean corpuscular volume) trong công thức máu thực hiện bằng máy.
Giới hạn bình thường của hồng cầu lưới trong máu ngoại vi dao động trong khoảng 0.2% đến 2.0%. Số lượng hồng cầu lưới là một thông số hữu ích trong việc theo dõi chức năng tạo hồng cầu của tủy xương, nhất là trong điều trị các trường hợp thiếu máu.
Hồng cầu lưới tăng cả về số lượng lẫn tỷ lệ phần trăm khi có sự tăng sản xuất hồng cầu chẳng hạn trong hội chứng thiếu máu huyết tán hay trong bệnh thiếu máu hồng cầu hình liềm.
Ngược lại, số lượng hồng cầu lưới có thể giảm do hóa trị liệu (như trong một số bệnh ung thư), thiếu máu do suy tủy hoặc thiếu máu ác tính.